# Elron 2200/2300/2400
2200/2300/2400 — серия низкопольных дизель-поездов постоянного тока, эксплуатируемых эстонским оператором Eesti Liinirongid AS (Elron), производства швейцарской компании Stadler Rail AG. Данная серия относится к семейству моторвагонного подвижного состава Stadler FLIRT, подсемейству Stadler FLIRT 160.

## История создания и выпуска

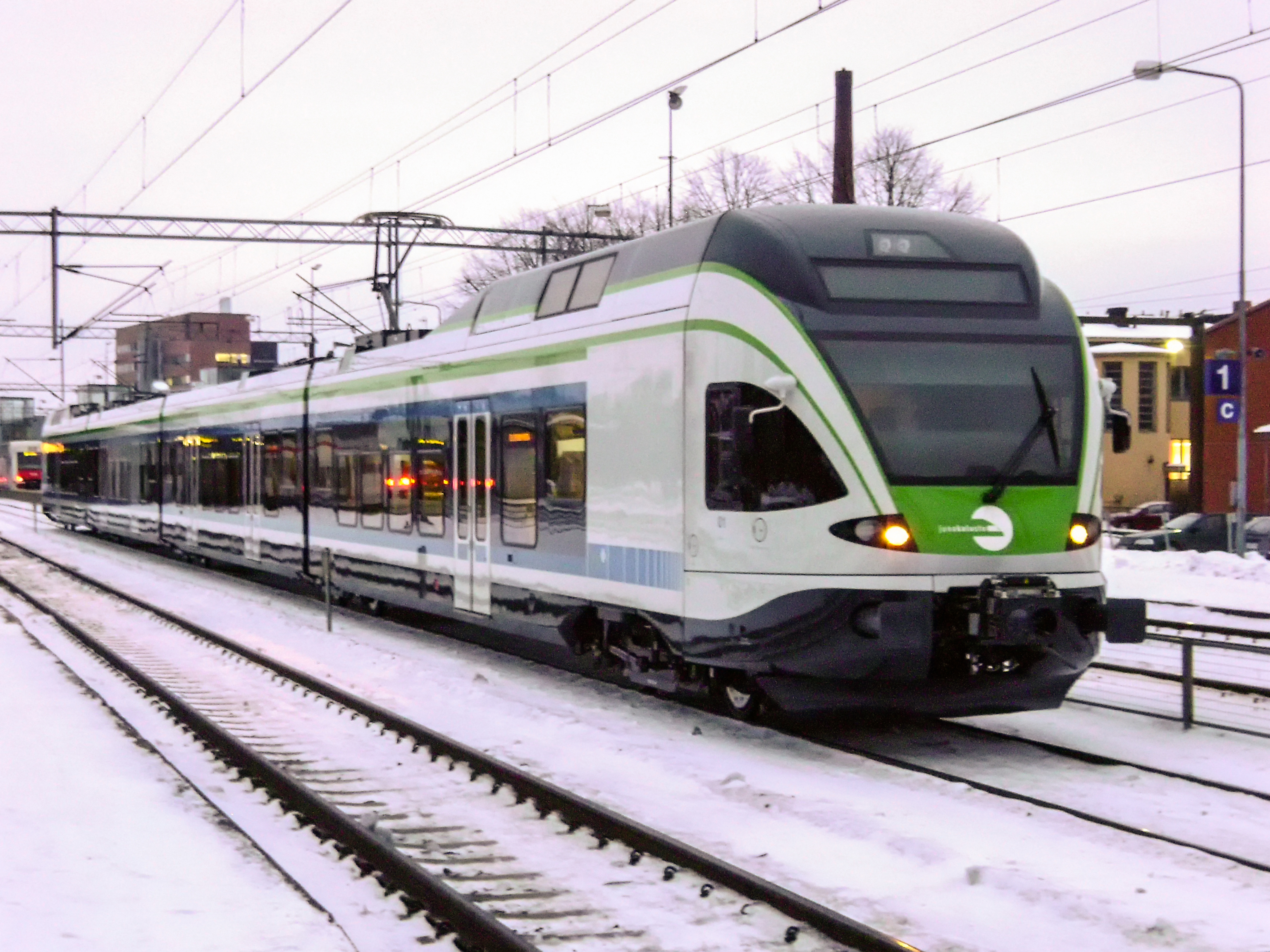
Электропоезд Sm5 (версия Flirt 160 для Финляндии) — прототип для дизель-поездов 2200/2300/2400

В августе 2010 года компания-оператор Elektriraudtee AS (позже переименованная в Elron) разместила заказ на постройку 20 дизель-поездов семейства FLIRT (шесть из которых заказаны в двухвагонной, восемь — в трёхвагонной, а остальные шесть — в четырёхвагонной составности) для межрегиональных перевозок. 3 августа между этим оператором и фирмой Stadler Bussnang AG (отделением Stadler Rail AG) был заключён договор о поставке в период с 2013 по 2014 годы данных поездов, а также 18 электропоездов.
Эти дизель-поезда созданы на базе эксплуатируемой в Финляндии модели (Sm5), рассчитанной на пониженную температуру окружающей среды и русскую колею; взятый за основу поезд адаптирован под условия и требования Elron. Также при их создании использован опыт работ над дизель-электрическими поездами для семи стран.
Как и было отмечено в заказе и договоре, всего выпущено шесть двухвагонных составов, получивших порядковые номера диапазона 2200, восемь трёхвагонных составов, получивших порядковые номера диапазона 2300, и шесть четырёхвагонных составов, получивших порядковые номера диапазона 2400. Первый поезд (с номером 2404) построен в 2012 году; в следующем году построены остальные поезда номерного ряда 2400 и все поезда ряда 2300, а также поезд с номером 2233. Остальные поезда номерного ряда 2200 построены в 2014 году. Постройка производилась на заводе Stadler Polska Sp.z o.o. в Польше (город Седльце).
Помимо номеров, эти дизель-поезда получили уникальные имена.
| Сведения о постройке дизель-поездов 2200/2300/2400 | Сведения о постройке дизель-поездов 2200/2300/2400 | Сведения о постройке дизель-поездов 2200/2300/2400 | Сведения о постройке дизель-поездов 2200/2300/2400 |
| Месяц и год выпуска                                | Заводской номер                                    | Номер Elron                                        | Имя                                                |
| -------------------------------------------------- | -------------------------------------------------- | -------------------------------------------------- | -------------------------------------------------- |
| 08.2012                                            | L-422901                                           | 2404                                               | Pahlen                                             |
| 01.2013                                            | L-422902                                           | 2305                                               | Mulgi Ekspress                                     |
| 05.2013                                            | L-422903                                           | 2312                                               | Fellin                                             |
| 05.2013                                            | L-422904                                           | 2313                                               | Pernau                                             |
| 05.2013                                            | L-422905                                           | 2314                                               | Hermet                                             |
| 06.2013                                            | L-422906                                           | 2315                                               | Johanna                                            |
| 06.2013                                            | L-422907                                           | 2317                                               | Susanna                                            |
| 06.2013                                            | L-422908                                           | 2318                                               | Pitka                                              |
| 07.2013                                            | L-422909                                           | 2320                                               | Luule                                              |
| 07.2013                                            | L-422910                                           | 2422                                               | Reval                                              |
| 08.2013                                            | L-422911                                           | 2425                                               | Dorpat                                             |
| 10.2013                                            | L-422912                                           | 2428                                               | Krull                                              |
| 10.2013                                            | L-422913                                           | 2431                                               | Tarapita                                           |
| 12.2013                                            | L-422914                                           | 2432                                               | Balti Ekspress                                     |
| 02.2013                                            | L-422915                                           | 2233                                               | Lembitu                                            |
| 01.2014                                            | L-422916                                           | 2234                                               | Werro                                              |
| 02.2014                                            | L-422917                                           | 2235                                               | Pölwe                                              |
| 02.2014                                            | L-422918                                           | 2236                                               | Pisuhänd                                           |
| 03.2014                                            | L-422919                                           | 2237                                               | Linda                                              |
| 04.2014                                            | L-422920                                           | 2238                                               | Martino                                            |

## Общие сведения

### Назначение
Дизель-поезда 2200/2300/2400 предназначены для межрегиональных перевозок на маршрутах Эстонии, в том числе на неэлектрифицированных железнодорожных линиях, оборудованных средними и низкими пассажирскими платформами.

### Составность
Поезда 2200 поставлены в двухвагонной, 2300 — в трёхвагонной, а 2400 — в четырёхвагонной составности, если учитывать только пассажирские вагоны. Каждый из составов, кроме вагонов для пассажиров, включает дизель-генераторный промежуточный модуль, в котором установлены дизель-генераторные установки (ДГУ); согласно данным изготовителя, дизель-генераторный промежуточный модуль не считается вагоном. Первые тележки головных вагонов (под кабиной машиниста) являются двухосными моторными, а между вагонами везде установлены двухосные тележки Якобса с необмоторенными осями (в том числе между пассажирскими вагонами и дизель-генераторным модулем); то есть дизель-поезда имеют осевые формулы Bo'2'2'Bo', Bo'2'2'2'Bo' и Bo'2'2'2'2'Bo' соответственно (в формате UIC). Композиции дизель-поездов можно записать соответственно как Мг=ДПпм=Мг, Мг=Пп=ДПпм=Мг и Мг=Пп=ДПпм=Пп=Мг, где Мг — моторный головной вагон, ДПпм — дизель-генераторный прицепной промежуточный модуль, Пп — прицепной промежуточный вагон, знак «=» означает сочленённое сцепление через тележку Якобса. Допускается эксплуатация двух поездов по СМЕ (с формированием соответственно составов по четыре, пять, шесть, семь или восемь пассажирских вагонов и два дизель-генераторных модуля).

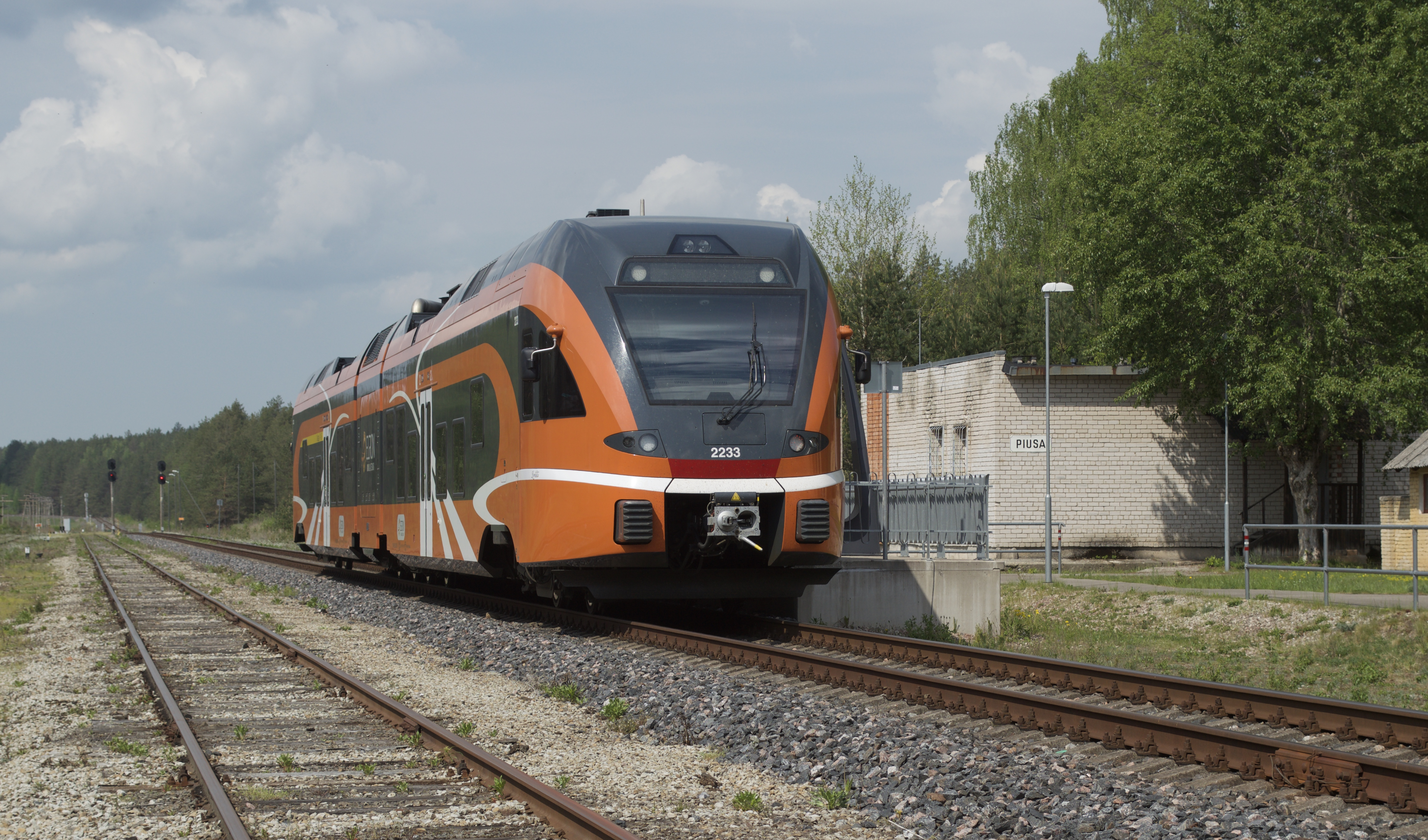
Дизель-поезд 2233 (двухвагонный)
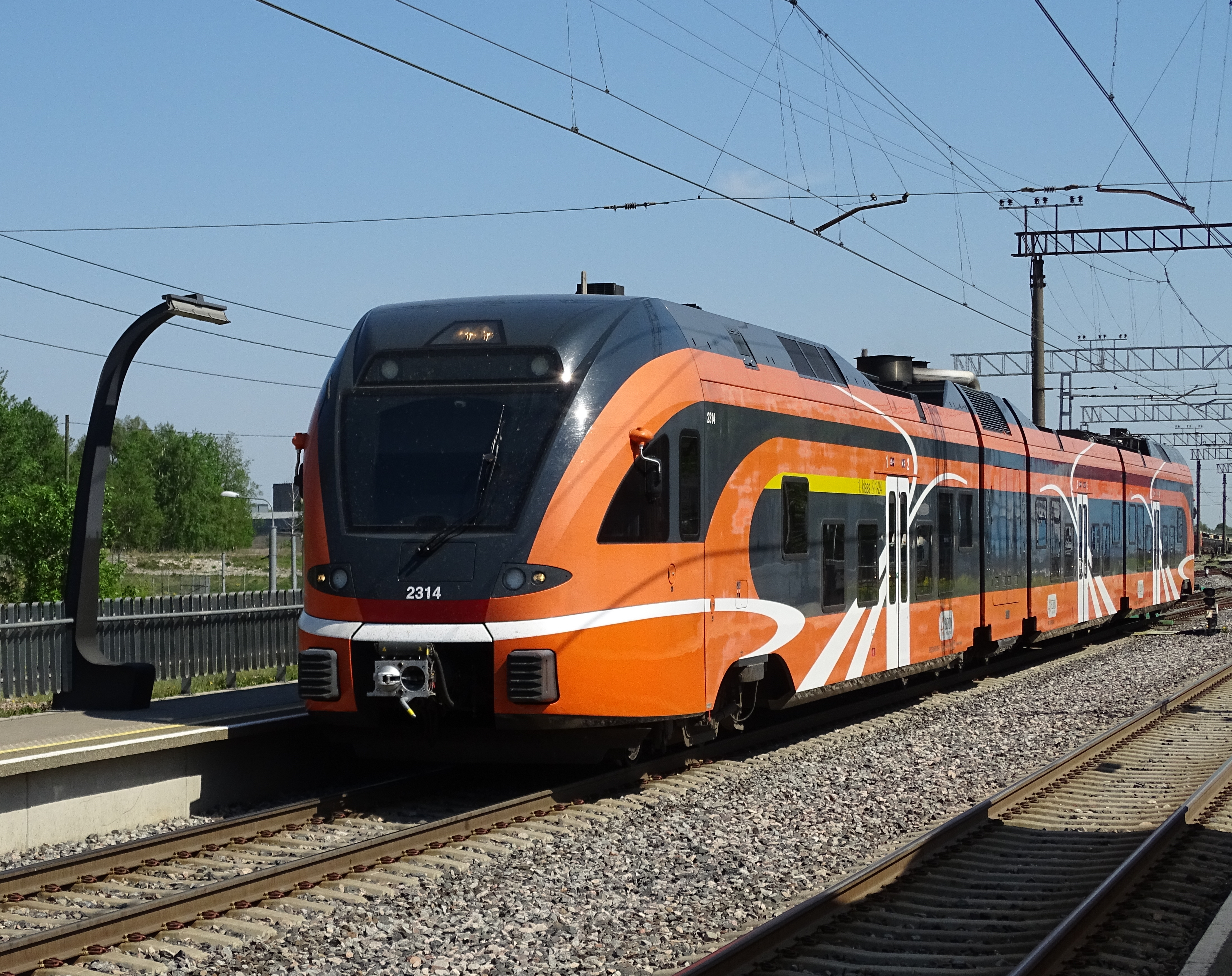
Дизель-поезд 2314 (трёхвагонный)
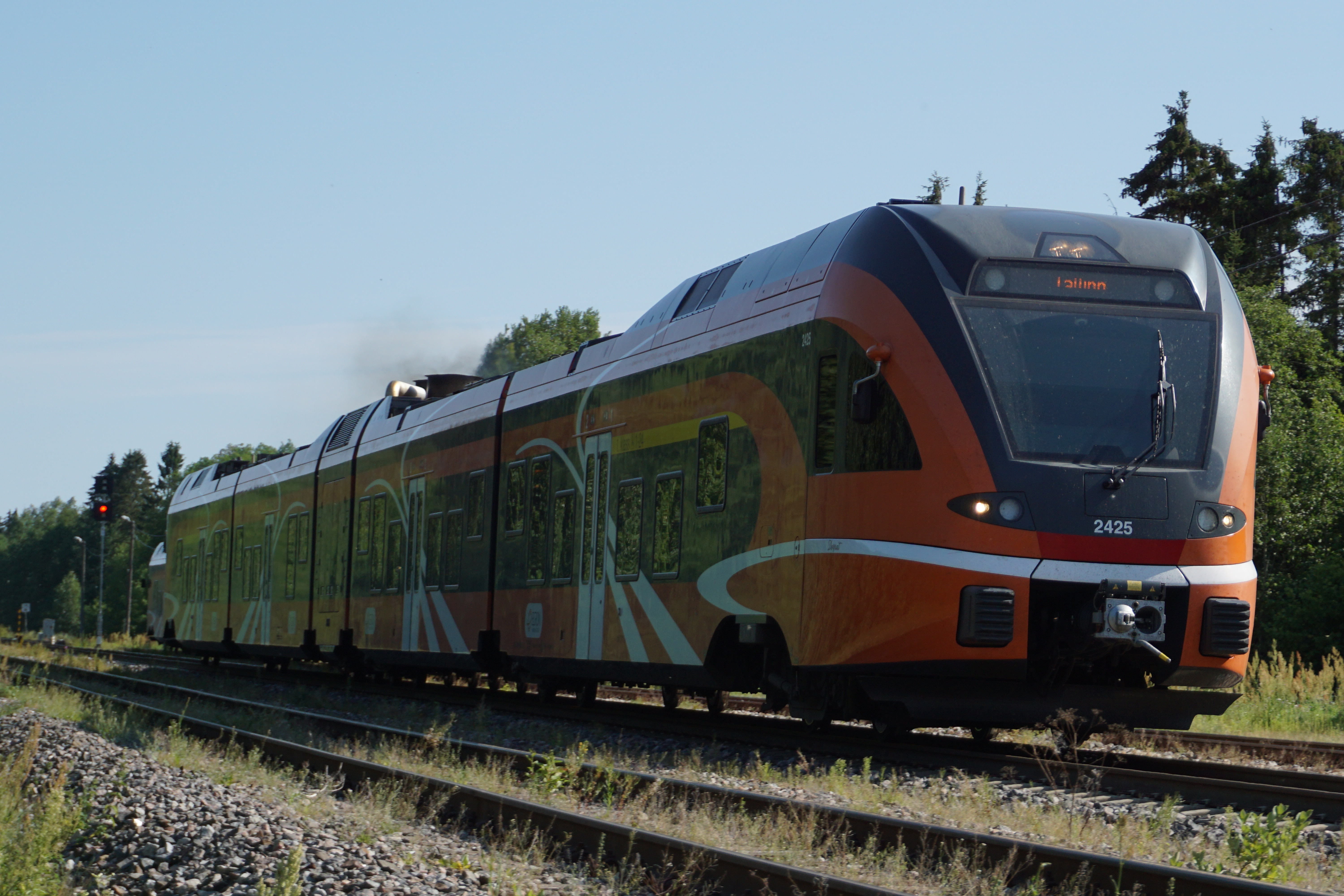
Дизель-поезд 2425 (четырёхвагонный)

### Нумерация и маркировка
Составы получили четырёхзначные порядковые номера. Первая цифра 2, вторая соответствует количеству пассажирских вагонов в составе, последние две — индивидуальный номер.
Маркировка на лобовой части вагона Мг содержит порядковый номер состава и выполняется в формате XXXX над автосцепкой.

## Технические характеристики

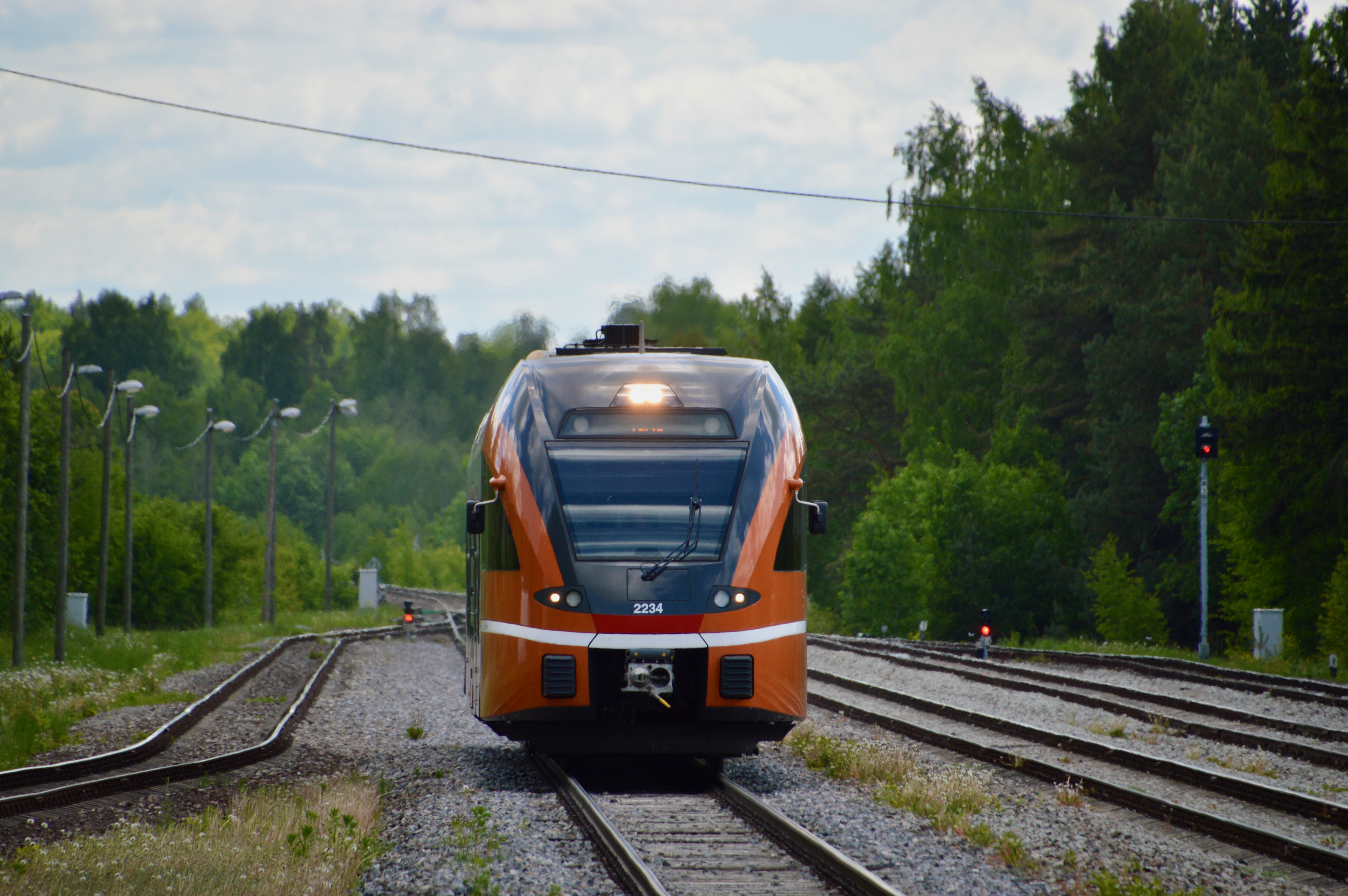
Дизель-поезд 2234. Вид спереди

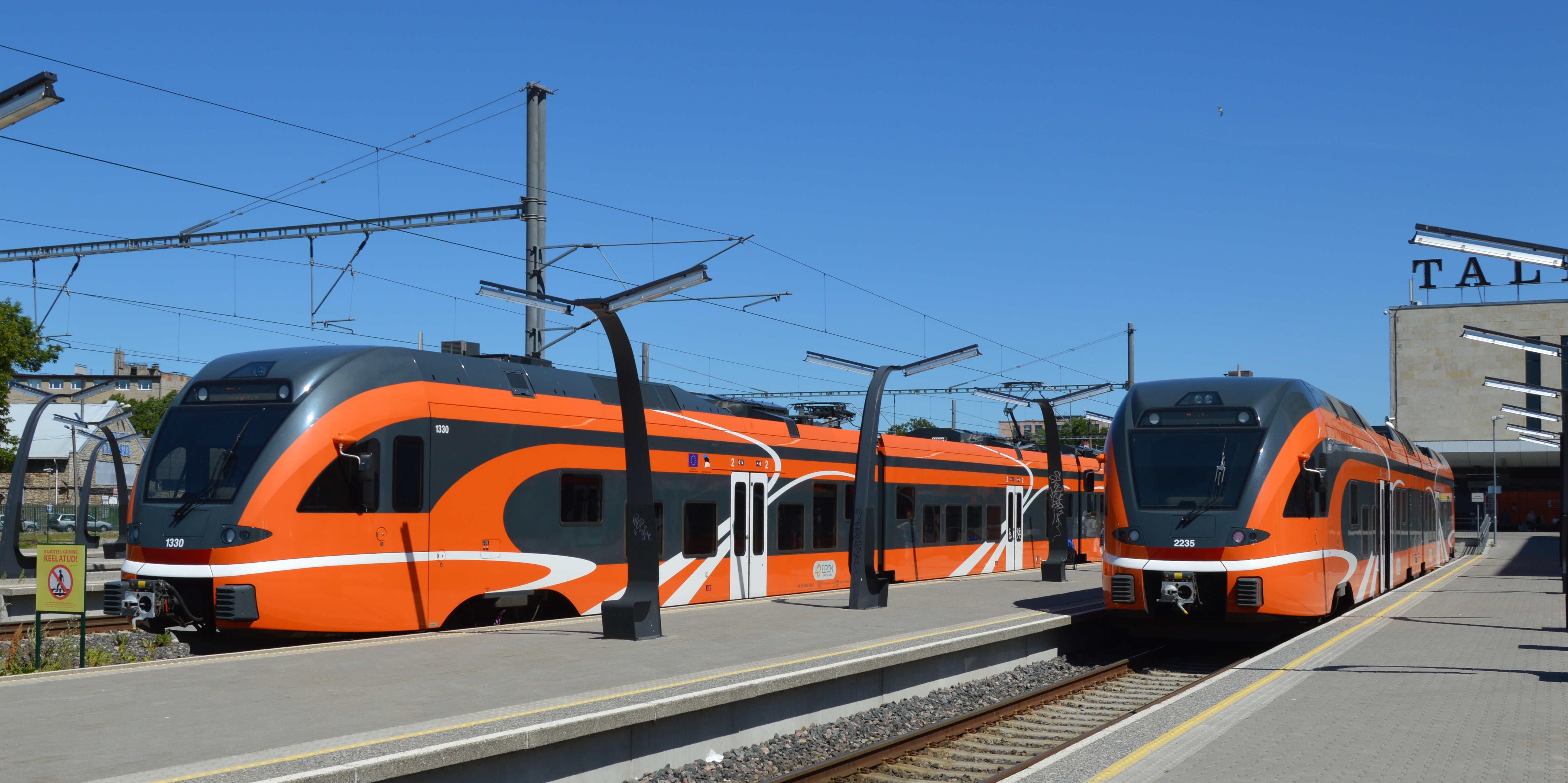
Электропоезд 1330 и дизель-поезд 2235 в Таллине

Основные параметры дизель-поездов:
| Параметр                                    | Параметр                                    | Ряд 2200       | Ряд 2300       | Ряд 2400       |
| ------------------------------------------- | ------------------------------------------- | -------------- | -------------- | -------------- |
| Ширина колеи                                | Ширина колеи                                | 1520 мм        | 1520 мм        | 1520 мм        |
| Осевая формула                              | Осевая формула                              | Bo'2'2'Bo'     | Bo'2'2'2'Bo'   | Bo'2'2'2'2'Bo' |
| Число мест для сидения                      | постоянных                                  | 93             | 148            | 201            |
| Число мест для сидения                      | откидных                                    | 10             | 10             | 10             |
| Общая вместимость (при плотности 4 чел./м²) | Общая вместимость (при плотности 4 чел./м²) | 99+93+10=202   | 154+148+10=312 | 211+201+10=422 |
| Высота пола                                 | пониженный уровень                          | 580 мм         | 580 мм         | 580 мм         |
| Высота пола                                 | стандартный уровень                         | 1170 мм        | 1170 мм        | 1170 мм        |
| Ширина дверей                               | Ширина дверей                               | 1300 мм        | 1300 мм        | 1300 мм        |
| Число дверей вагона                         | Число дверей вагона                         | 2×1            | 2×1            | 2×1            |
| Продольная прочность                        | Продольная прочность                        | 1500 кН        | 1500 кН        | 1500 кН        |
| Длина по осям автосцепок                    | Длина по осям автосцепок                    | 45 470 мм      | 59 895 мм      | 74 320 мм      |
| Ширина                                      | Ширина                                      | 3500 мм        | 3500 мм        | 3500 мм        |
| Высота                                      | Высота                                      | 4500 мм        | 4500 мм        | 4500 мм        |
| Колёсная база тележек                       | моторной                                    | 2700 мм        | 2700 мм        | 2700 мм        |
| Колёсная база тележек                       | немоторной                                  | 2750 мм        | 2750 мм        | 2750 мм        |
| Диаметр новых колёс                         | моторной тележки                            | 870 мм         | 870 мм         | 870 мм         |
| Диаметр новых колёс                         | немоторной тележки                          | 800 мм         | 800 мм         | 800 мм         |
| Максимальная мощность дизельных двигателей  | Максимальная мощность дизельных двигателей  | 2×670=1340 кВт | 2×670=1340 кВт | 2×670=1340 кВт |
| Максимальное ускорение                      | Максимальное ускорение                      | 1,05 м/с²      | 0,85 м/с²      | 0,85 м/с²      |
| Максимальная эксплуатационная скорость      | Максимальная эксплуатационная скорость      | 160 км/ч       | 160 км/ч       | 160 км/ч       |

## Конструкция
Электропоезд имеет сварной кузов из экструдированных алюминиевых профилей. Корпуса кабин машиниста выполнены из пластика, армированного стекловолокном. Тележки снабжены пневматической подвеской. Электропоезд отвечает требованиям по безопасности при столкновениях EN 15227.

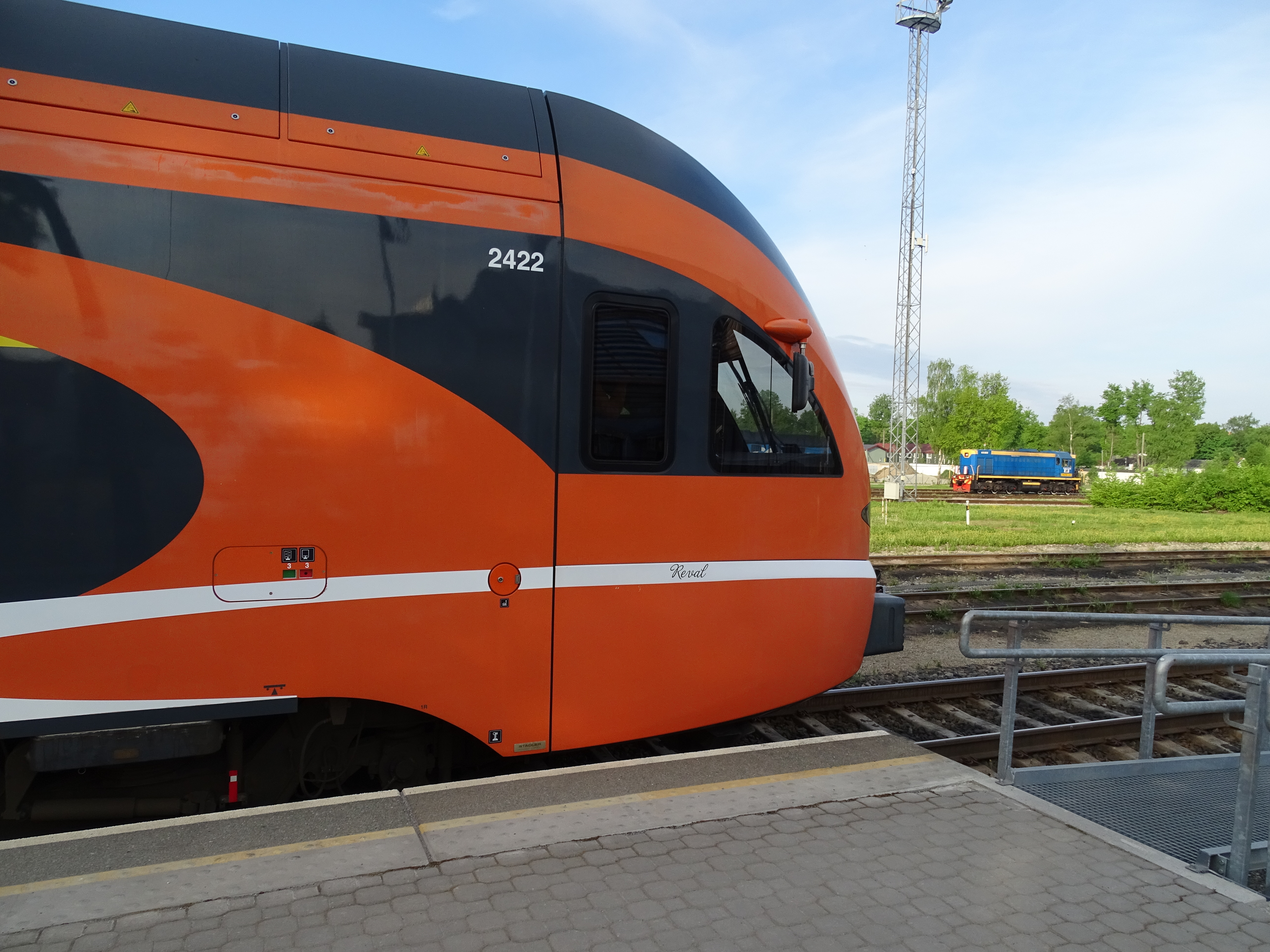
Кабина дизель-поезда 2422
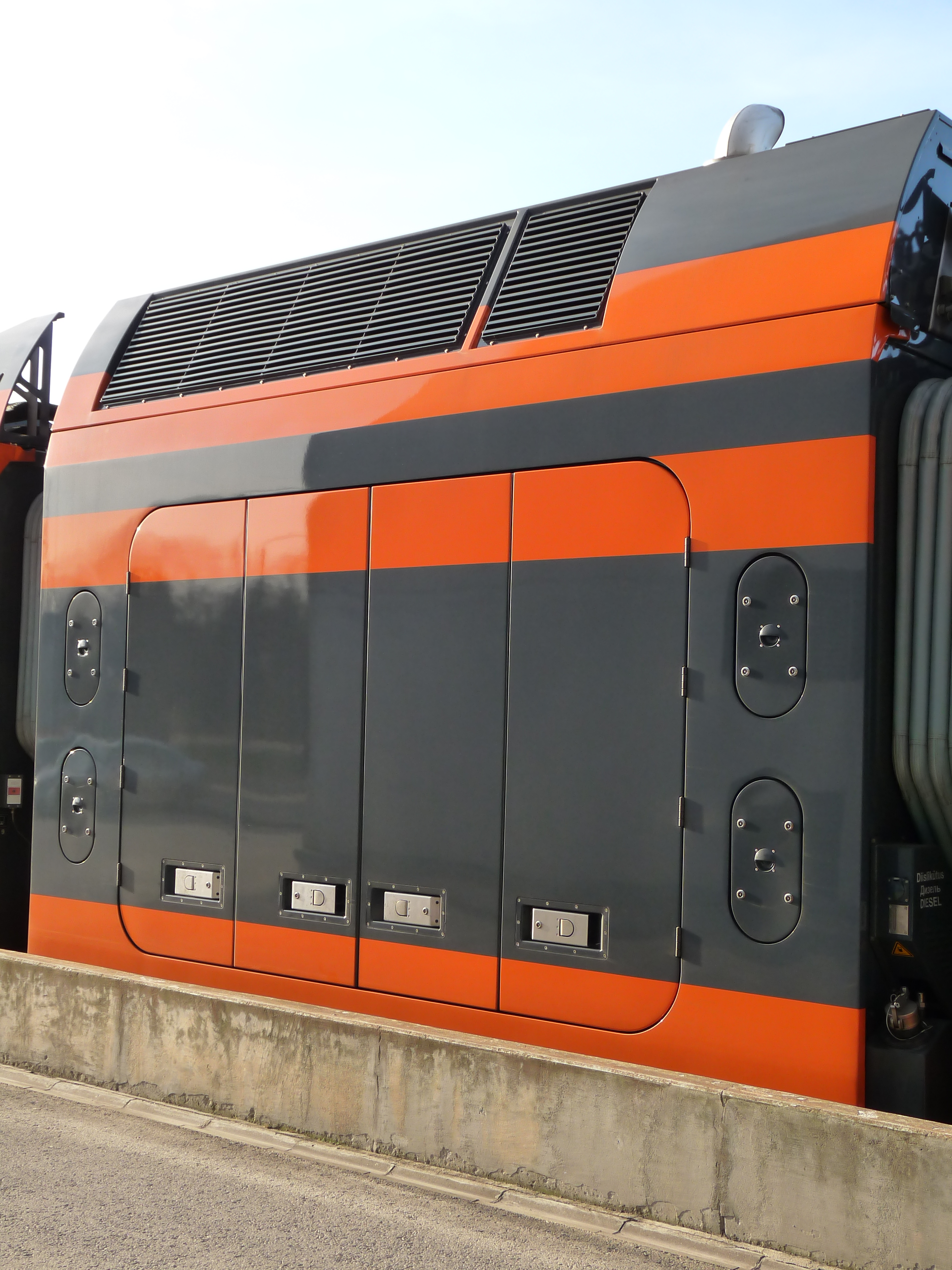
Общий вид дизель-генераторного модуля
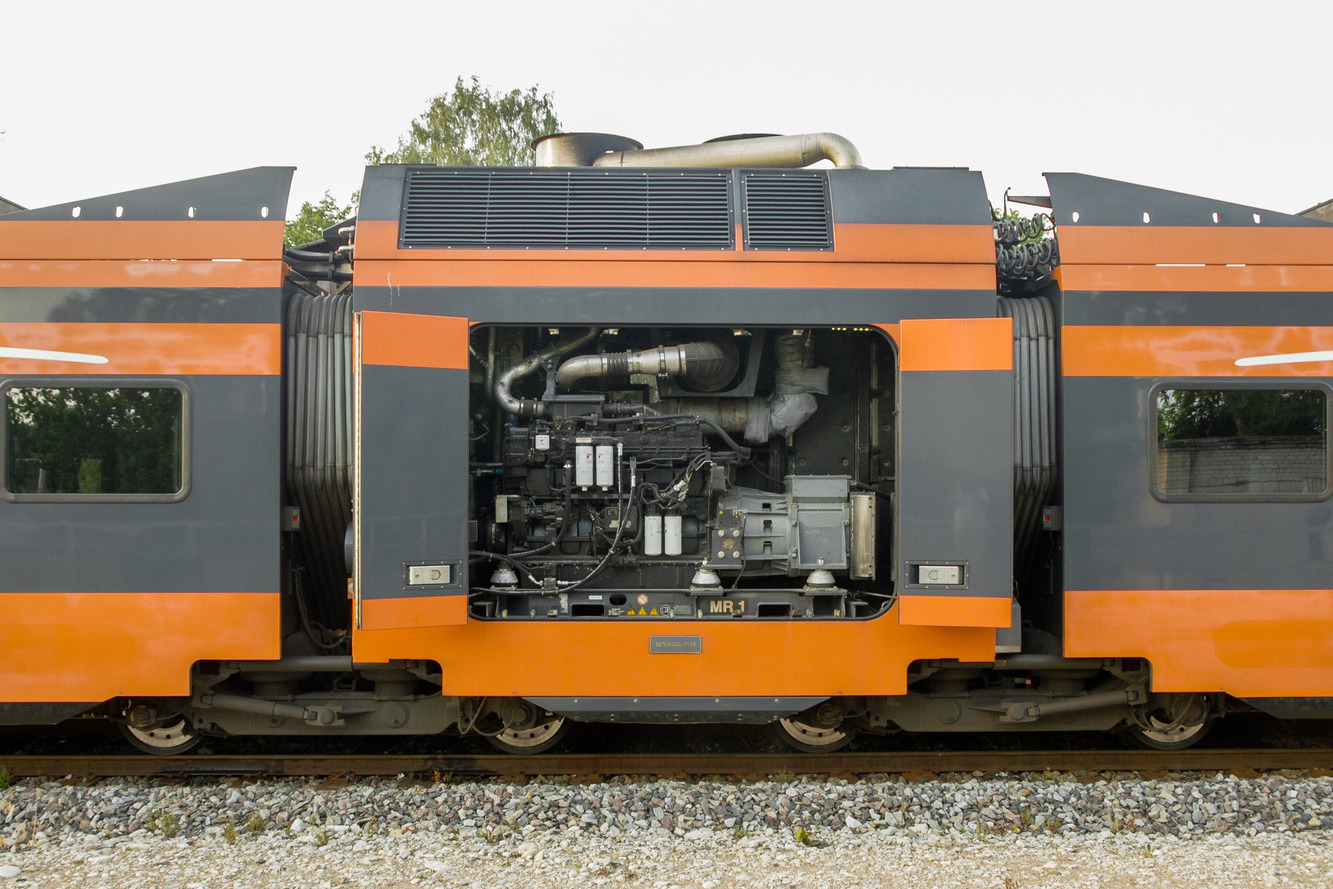
Дизель-генераторный модуль дизель-поезда 2404 с открытыми створками
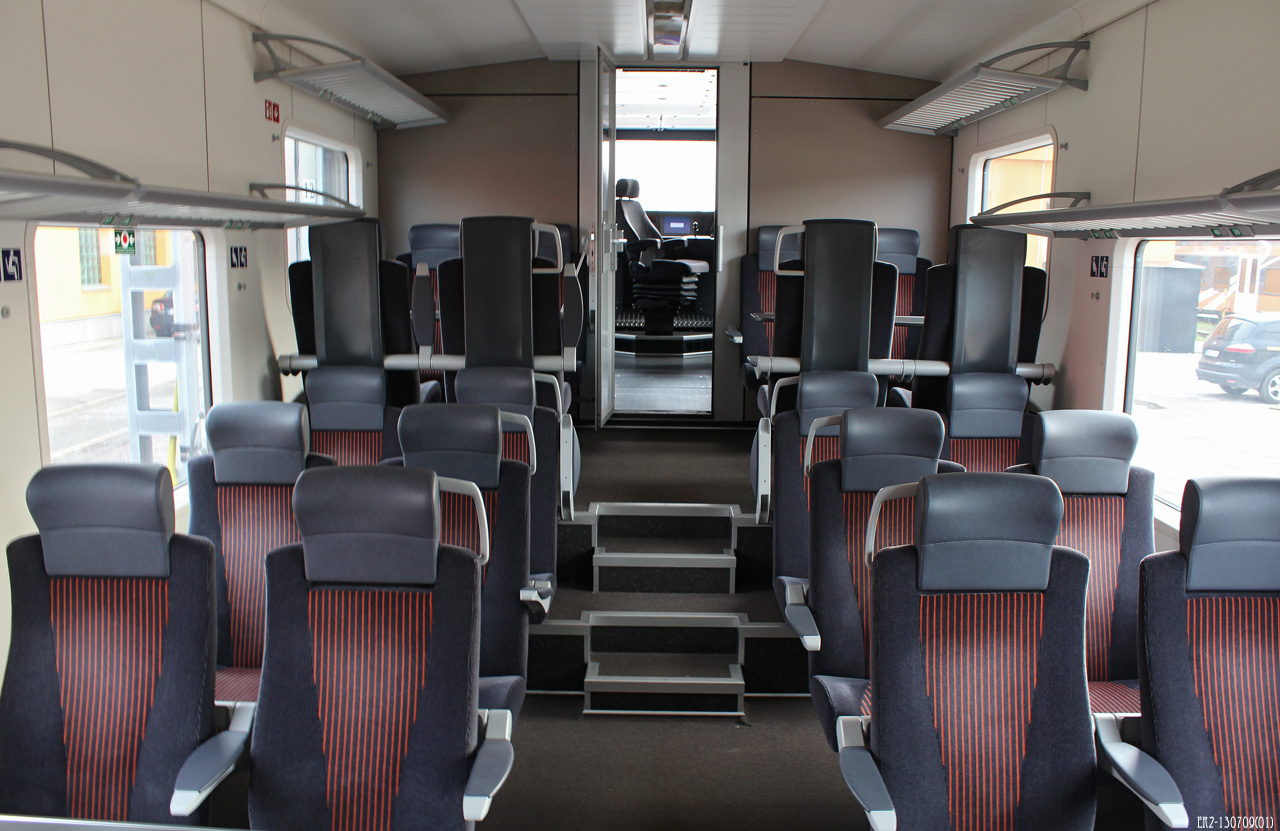
Салон вагона дизель-поезда 2404

В дизель-генераторном модуле установлены две ДГУ, вырабатывающие электроэнергию для тяговых электродвигателей, при этом сам он не имеет тяговых двигателей. Для управления тягой в вагонах установлены тяговые преобразователи на силовых транзисторах (БТИЗ); преобразователи имеют водяное охлаждение. Система управления имеет поездную и бортовую шины передачи данных и процессор системы диагностики.
При выходе из строя одной из ДГУ состав может двигаться на другой (исправной) ДГУ практически с такой же скоростью. Помимо этого, в силовой схеме предусмотрен накопитель электроэнергии, выполненный на суперконденсаторах. Накопление (рекуперация) электроэнергии происходит в период торможения; далее, при разгоне состава, запасённая энергия мощностью до 400 кВт из накопителя поступает к тяговым электродвигателям, в дополнение к питанию от ДГУ.
Салон имеет стандартный и пониженный уровни пола; доля участков с пониженным уровнем пола достигает 70 %. В зоне входа оборудованы просторные площадки. Пассажирский салон и кабина машиниста снабжены системой кондиционирования. Туалет вакуумного типа, приспособлен для пользования людьми с ограниченными возможностями. Вагоны снабжены системой информирования пассажиров, системой видеонаблюдения и беспроводным доступом в Интернет (Wi-Fi).

## Эксплуатация

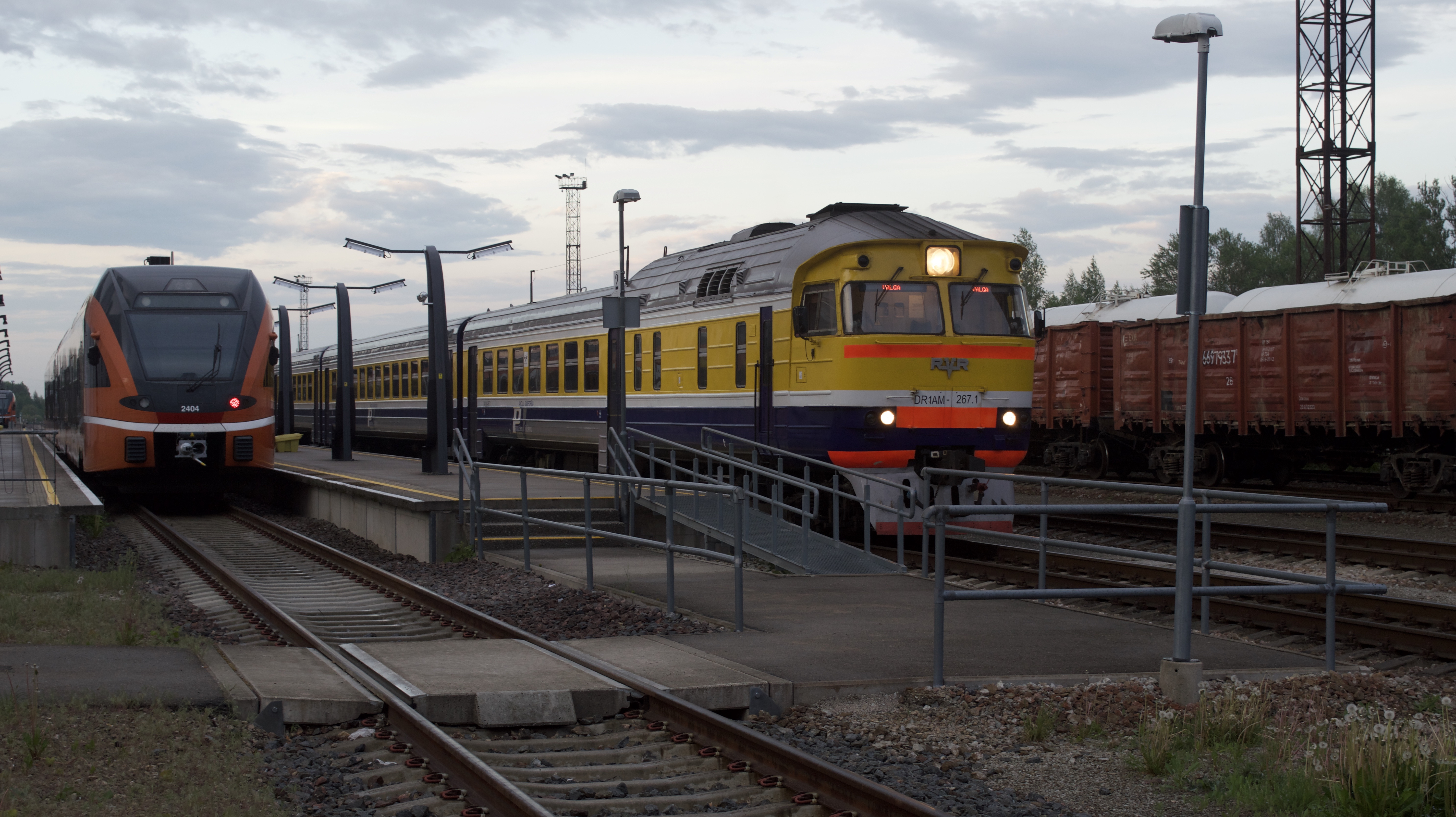
Дизель-поезда разных поколений: 2404 (слева) и ДР1АМ-267

Все 20 дизель-поездов были доставлены в Elron и приписаны депо Пяэскюла (эст. Pääsküla). Эксплуатация дизель-поездов номеров 2400 и 2300 началась в августе 2013 года, а номеров 2200 — в феврале 2014 года.

## Транспортные происшествия
- 16 апреля 2014 года, в результате серьезной аварии в Раазику (уезд Харьюмаа), дизель-поезд 2428, следовавший по маршруту Таллинн — Тарту с сотней с лишним человек столкнулся с тяжелым грузовиком. Самосвал ударил в третий вагон и повредил четвёртый, после чего они сошли с рельсов и продолжали двигаться около 200 м. Погибли два человека — водитель грузовика (59 лет) и пассажир поезда (женщина 43 лет), сидевшая около места удара. 12 человек были ранены, из них семь госпитализированы[8][9].

- 18 августа 2014 года дизель-поезд 2317 столкнулся на переезде в волости Пярсти с автомобилем BMW>[10].

- 11 марта 2022 года дизель-поезд 2233 столкнулся на переезде около станции Ропка с грузовым автомобилем[11].